# Рекреаційний дайвінг
Рекреаційний дайвінг (англ. recreational diving), або аматорський дайвінг — це вид підводного плавання, що здійснюється для відпочинку, розваг та отримання задоволення. Це найпоширеніший вид дайвінгу у світі. На відміну від технічного дайвінгу, рекреаційні занурення обмежені глибиною (зазвичай до 40 метрів)> і проводяться в межах бездекомпресійних зупинок, що означає можливість прямого спливання на поверхню в будь-який момент без ризику декомпресійної хвороби.
На відміну від професійного (комерційного) дайвінгу, де дайвери виконують роботу під водою за винагороду, у рекреаційному дайвінгу учасники платять за організацію своїх занурень. В основі рекреаційного дайвінгу лежать безпека, доступність та отримання задоволення від дослідження підводного світу. Для занурень використовується автономний дихальний апарат, відомий як акваланг (англ. SCUBA).

## Історія
Прагнення людини досліджувати підводний світ сягає давніх часів, коли пірнання використовувалося для пошуку їжі та ресурсів. Вважається, що Леонардо да Вінчі був автором одного з перших проєктів автономної дихальної системи. Проте справжній розвиток дайвінгу розпочався значно пізніше. У 1837 році німецький інженер Август Зібе запатентував водолазний костюм, який дозволяв безпечно перебувати під водою тривалий час, хоча повітря подавалося з поверхні.
Революцію в підводному плаванні здійснили французький морський офіцер Жак-Ів Кусто та інженер Еміль Ганьян, які в 1943 році винайшли перший безпечний та ефективний автономний дихальний апарат — акваланг (Aqua-Lung). Цей винахід зробив підводний світ доступним для мільйонів людей і дав поштовх до розвитку рекреаційного дайвінгу як масового захоплення.
У 1950-х роках почали з'являтися перші організації, що стандартизували навчання дайверів. У 1952 році була заснована YMCA SCUBA Program, одна з перших національних програм сертифікації. У 1960 році була створена NAUI (Національна асоціація підводних інструкторів), а в 1966 році — PADI (Професійна асоціація дайвінг-інструкторів), яка згодом стала найбільшою у світі сертифікаційною агенцією. Сьогодні дайвінг є популярним видом активного відпочинку, доступним для людей різного віку та фізичної підготовки.

## Види рекреаційного дайвінгу
Рекреаційний дайвінг має багато спеціалізацій, які дозволяють дайверам отримувати новий досвід та досліджувати різноманітні підводні середовища.
- Нічний дайвінг (англ. Night diving) — занурення в темний час доби. Дайвери використовують підводні ліхтарі, щоб побачити нічних мешканців та кольори, які не видно вдень.[2]
- Глибоководні занурення (англ. Deep diving) — занурення на глибину від 18 до 40 метрів. Ця спеціалізація вимагає додаткових знань з планування та безпеки.[10]
- Рек-дайвінг (англ. Wreck diving) — дослідження затонулих об'єктів, таких як кораблі, літаки чи автомобілі. Такі об'єкти часто перетворюються на штучні рифи, приваблюючи різноманітне морське життя.[2]
- Дріфт-дайвінг (англ. Drift diving) — занурення в умовах течії. Дайвер «дрейфує» разом з потоком води, що дозволяє долати великі відстані без значних зусиль та спостерігати за підводними ландшафтами.[2]
- Кейв-дайвінг (англ. Cave diving) — занурення в підводні печери. Це один із найскладніших видів дайвінгу, який часто виходить за межі рекреаційного і класифікується як технічний, оскільки вимагає спеціального обладнання та навичок через наявність «надголовного середовища» (неможливість прямого спливання).[2]
- Підлідний дайвінг (англ. Ice diving) — занурення під кригу. Вимагає спеціального обладнання (наприклад, сухого гідрокостюма та регуляторів, стійких до замерзання) та суворих процедур безпеки.[2]
- Дайвінг зі збагаченим повітрям (Найтрокс) (англ. Enriched Air Nitrox diving) — використання дихальної суміші з підвищеним вмістом кисню (зазвичай 22-40 %). Це дозволяє збільшити бездекомпресійний час перебування під водою, особливо під час повторних занурень.[11]
- Сайдмаунт (англ. Sidemount) — конфігурація спорядження, при якій балони кріпляться з боків дайвера, а не на спині. Ця техніка набуває популярності в рекреаційному дайвінгу завдяки гнучкості та зручності.[12]

## Спорядження
Сучасне спорядження для рекреаційного дайвінгу є надійним і розробленим з урахуванням максимальної безпеки. Базовий комплект спорядження («Легкий комплект») включає:
- Маска — забезпечує повітряний простір перед очима, дозволяючи чітко бачити під водою.
- Дихальна трубка (сноркель) — дозволяє дихати на поверхні, не піднімаючи голову з води.
- Ласти — значно підвищують ефективність руху під водою.[4]

Основний комплект, відомий як акваланг (SCUBA), складається з:
- Компенсатор плавучості (BCD) — жилет, що дозволяє регулювати плавучість шляхом надування або здування повітряних камер.
- Балон (для стисненого повітря) — сталевий або алюмінієвий резервуар, що містить стиснене дихальне повітря або найтрокс.
- Регулятор — пристрій, що знижує високий тиск повітря з балона до тиску, придатного для дихання. Складається з першого та другого ступенів.
- Прилади контролю — зазвичай об'єднані в консоль і включають:
  - Манометр — показує залишок тиску в балоні.
  - Глибиномір — показує поточну глибину занурення.
  - Компас — для навігації під водою.
- Підводний комп'ютер — сучасний пристрій, що поєднує функції глибиноміра, таймера та манометра, а також розраховує бездекомпресійні ліміти в реальному часі.[13][4]

Додаткове спорядження:
- Гідрокостюм — захищає від переохолодження. Може бути «мокрим» (з неопрену, пропускає невелику кількість води) або «сухим» (повністю ізолює тіло від води).[4]
- Вантажний пояс або інтегрована система вантажів — використовується для компенсації позитивної плавучості дайвера та його спорядження.[14]

## Безпека та процедури
Рекреаційний дайвінг вважається безпечним видом активного відпочинку за умови дотримання правил та процедур, яких навчають на курсах сертифікації. Ключові принципи безпеки:
- Сертифікація — занурюватися можна лише після проходження навчання та отримання сертифіката у визнаній міжнародній організації.[2]
- Планування занурень — кожне занурення планується заздалегідь: визначається максимальна глибина, час перебування під водою та розраховується необхідна кількість повітря.[16]
- Система партнерства (Buddy System) — основне правило дайвінгу. Занурення завжди відбувається з напарником (бадді), який може надати допомогу в разі виникнення нештатної ситуації.[17]
- Перевірка спорядження — перед кожним зануренням дайвери проводять взаємну перевірку спорядження (BWRAF).[18]
- Контроль плавучості — вміння підтримувати нейтральну плавучість є ключовим для безпеки, комфорту та збереження підводного середовища.
- Медична придатність — перед початком занять дайвінгом необхідно пройти медичне обстеження, щоб виключити протипоказання, такі як захворювання серцево-судинної та дихальної систем, розлади нервової системи, епілепсія, клаустрофобія та вагітність.[4][19]

## Навчання та сертифікація
Щоб займатися дайвінгом, необхідно пройти навчання та отримати сертифікат, який визнається у всьому світі. Навчання проводять сертифіковані інструктори за стандартами міжнародних організацій.
Основні рівні сертифікації:
- Open Water Diver (OWD) — базовий курс, який дає право занурюватися на глибину до 18 метрів з напарником. Курс складається з теоретичних занять, практики в закритій воді (басейн) та занурень у відкритій воді.[20]
- Advanced Open Water Diver (AOWD) — наступний рівень, що дозволяє занурюватися на глибину до 30 метрів. Він складається з п'яти спеціалізованих занурень, таких як глибоководне, підводна навігація, нічне та інші.[21]
- Rescue Diver (Дайвер-рятувальник) — курс, що навчає навичкам запобігання нещасним випадкам, самопорятунку та порятунку інших дайверів.[22]

Найбільші міжнародні сертифікаційні агенції:
- PADI (Professional Association of Diving Instructors)
- SSI (Scuba Schools International)
- NAUI (National Association of Underwater Instructors)
- CMAS (Всесвітня конфедерація підводної діяльності)
- GUE (Global Underwater Explorers)

Стандарти для навчання рекреаційному дайвінгу встановлені Міжнародною організацією зі стандартизації (ISO) та Всесвітньою радою з навчання рекреаційному дайвінгу (WRSTC).

## Вплив на довкілля
Дайвінг може мати як негативний, так і позитивний вплив на підводні екосистеми.
Негативний вплив включає фізичне пошкодження крихких організмів, таких як корали, через необережні рухи дайверів, підняття осаду, що заважає життєдіяльності морських мешканців, та переслідування тварин.
Позитивний вплив полягає в підвищенні екологічної свідомості дайверів, які часто стають захисниками морського середовища. Дайвінг-туризм може створювати економічні стимули для створення та підтримки морських заповідників. Дайвери також беруть участь у програмах моніторингу рифів та очищення підводних територій від сміття. Багато дайверських організацій пропагують правило: «залишати море таким, яким його знайшов», не торкаючись морських мешканців і не залишаючи сміття.

## Популярні місця для дайвінгу

### У світі
Рекреаційний дайвінг популярний у всьому світі, особливо в тропічних регіонах з теплими водами та багатим морським життям. До найвідоміших місць належать:
- Великий бар'єрний риф, Австралія — найбільша у світі система коралових рифів.
- Червоне море, Єгипет — відоме своєю кришталево чистою водою, яскравими рифами та затонулими кораблями.
- Галапагоські острови, Еквадор — унікальне місце для спостереження за великими морськими тваринами, такими як акули-молоти, морські ігуани та китові акули.
- Мальдіви — архіпелаг, що славиться розкішними курортами та дайвінгом з мантами і китовими акулами.
- Сипадан, Малайзія — невеликий острів, що вважається одним із найкращих місць для дайвінгу у світі завдяки величезним зграям риб та черепах.[2]
- Мексика та Філіппіни — пропонують доступний та різноманітний дайвінг, включаючи сеноти на півострові Юкатан та багаті рифи Філіппін.[27]

### В Україні
Хоча Україна не є провідним світовим напрямком для дайвінгу, вона має кілька цікавих локацій для підводних досліджень, доступних як для початківців, так і для досвідчених дайверів.
- Чорне море
  - Острів Зміїний — вважається одним із найкращих місць для дайвінгу в Україні. Тут можна побачити затонулий есмінець «Лейтенант Зацаренний» та близько 50 видів риб.[29]
  - Одеський підводний музей — розташований біля пляжу Ланжерон в Одесі. На дні розміщені різноманітні скульптури та артефакти.[30]
- Шацькі озера
  - Озеро Світязь — найглибше озеро України (до 58 м) з хорошою видимістю. Під час занурень можна побачити різноманітну рибу (щуку, вугра), затонулі човни.[31]
- Кар'єри Житомирської області
  - Малинський кар'єр — колишній гранітний кар'єр, де на дні можна знайти палеонтологічні знахідки (зуби акул), а також спеціально затоплені об'єкти для дайверів.[32]
  - Соколовський кар'єр — гранітний кар'єр глибиною до 100 метрів на околиці Житомира. На дні знаходяться затоплені автомобілі та підводні «ліси» з чагарників.[33]

## Галерея

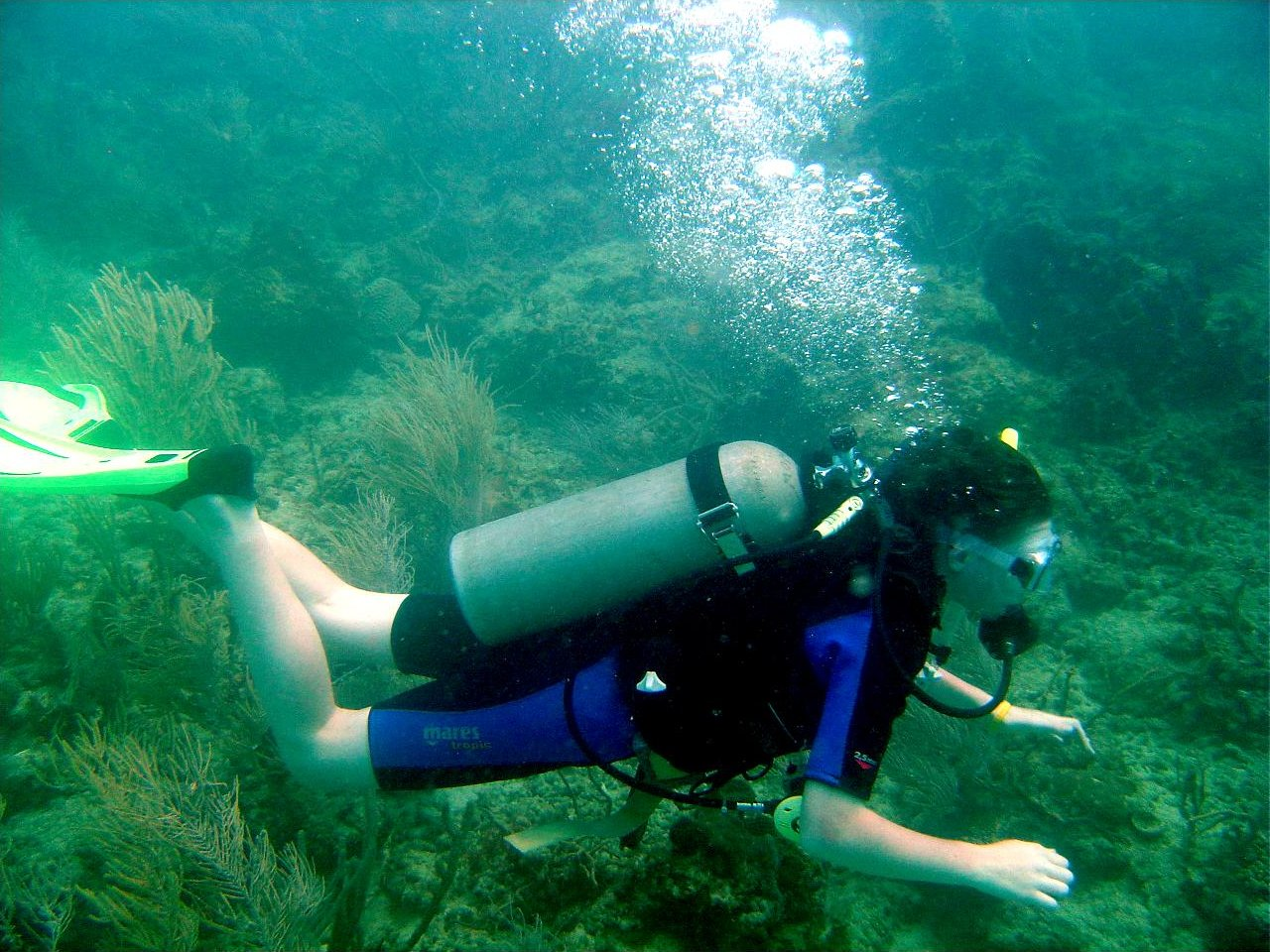
Дайвінг на Тобаго
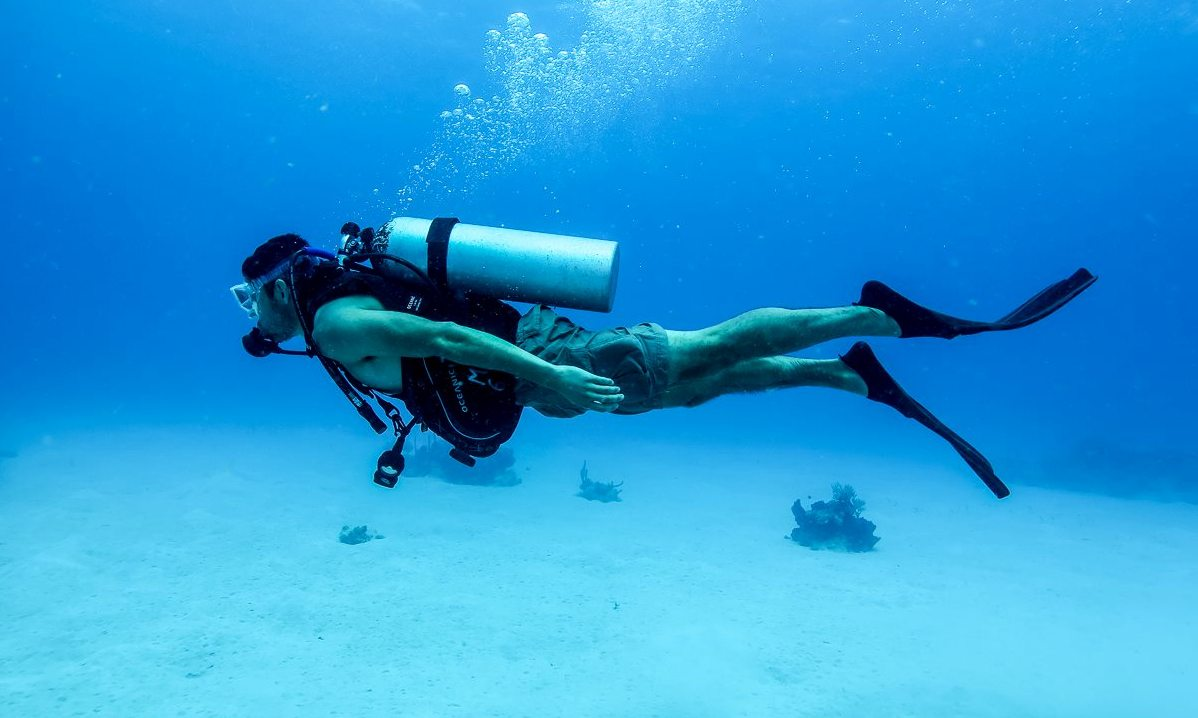
Пробне занурення, Сент-Круа, Американські Віргінські Острови
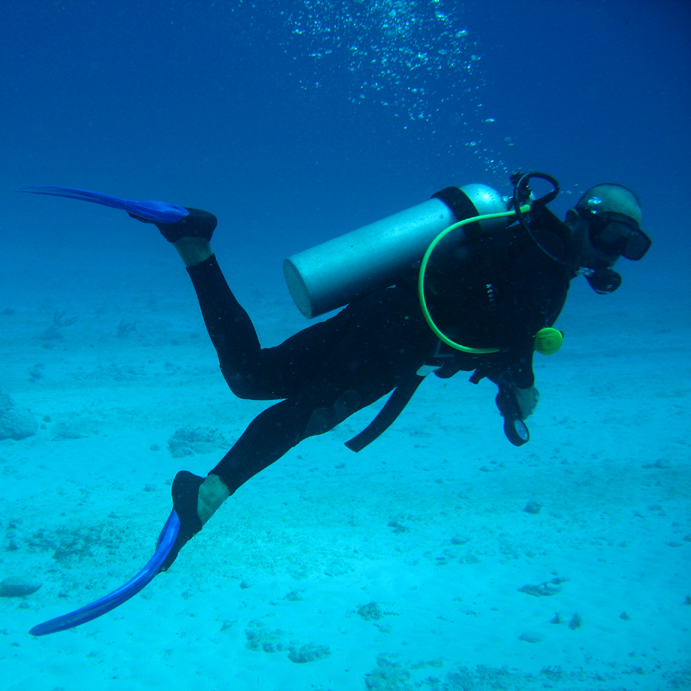
Підводна фотографія рекреаційного дайвера, Плая-дель-Кармен, 2006
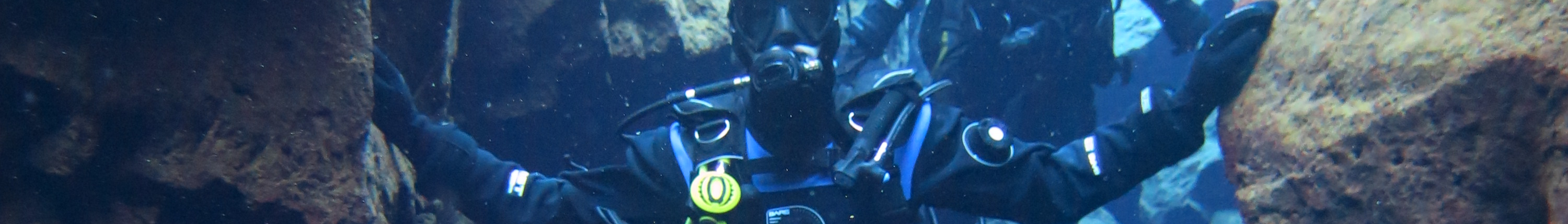
Рекреаційний дайвінг у розломі Сілфра, Ісландія
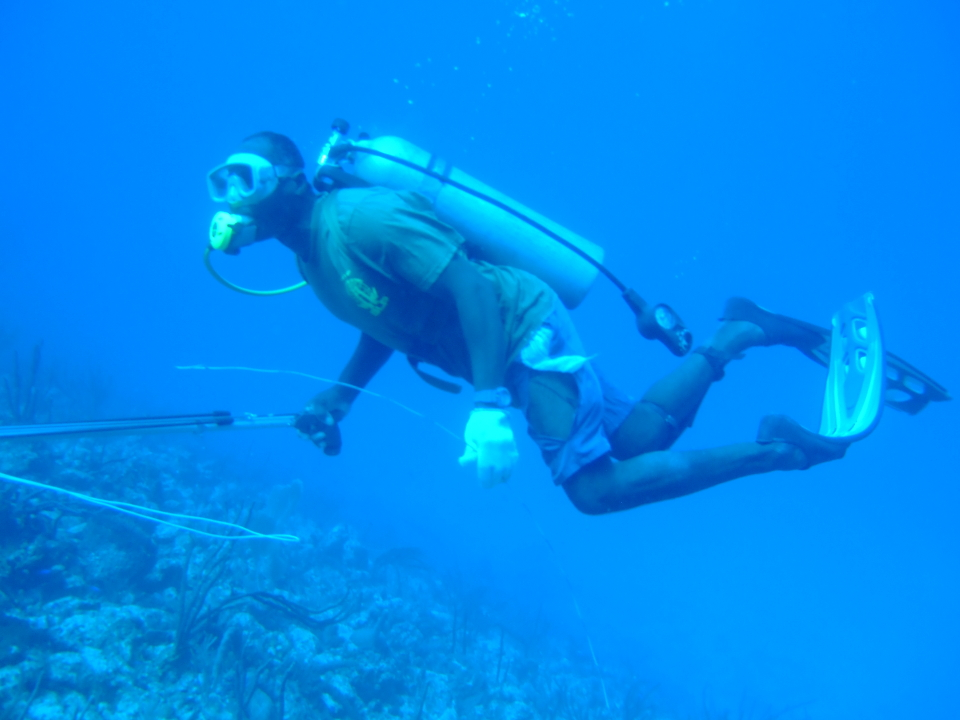
Дайвер з обмеженим спорядженням на рифі Кобблерс
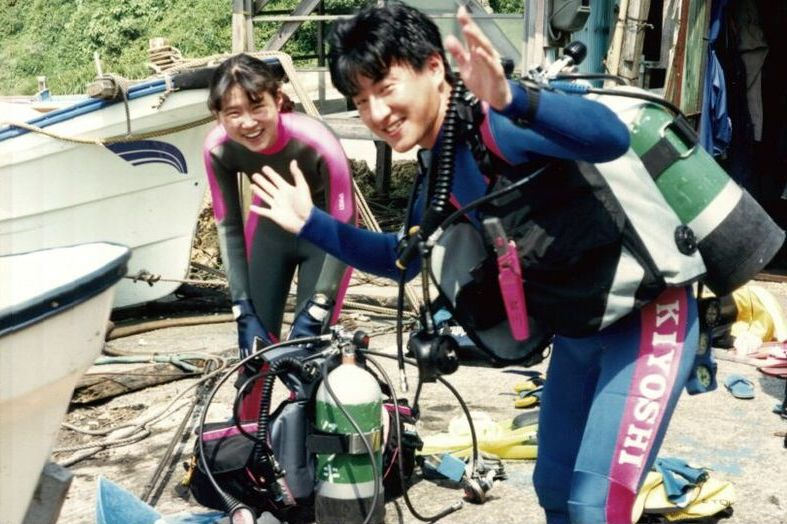
Дайвери біля горгонарії
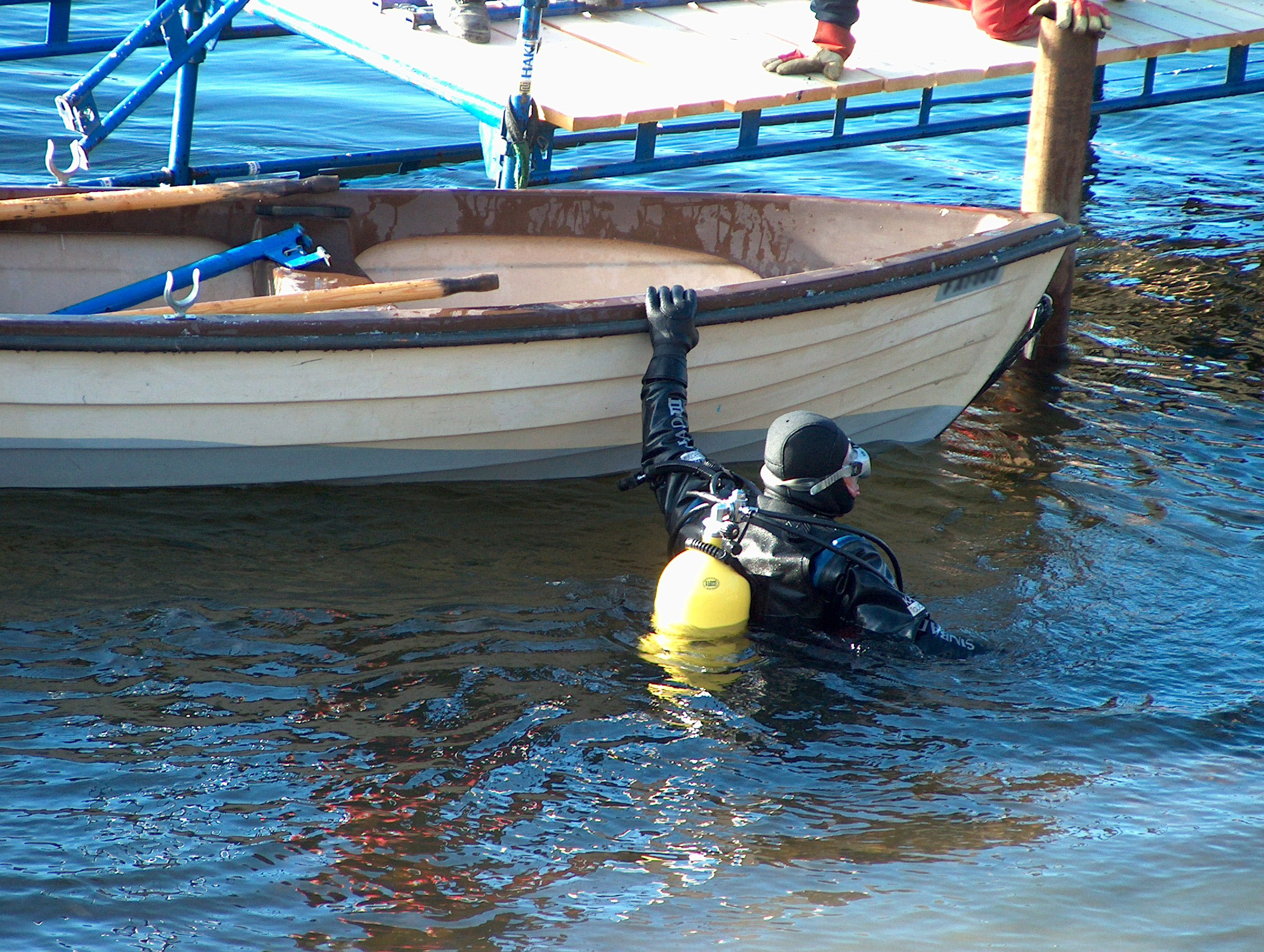
Зимовий дайвінг у річці
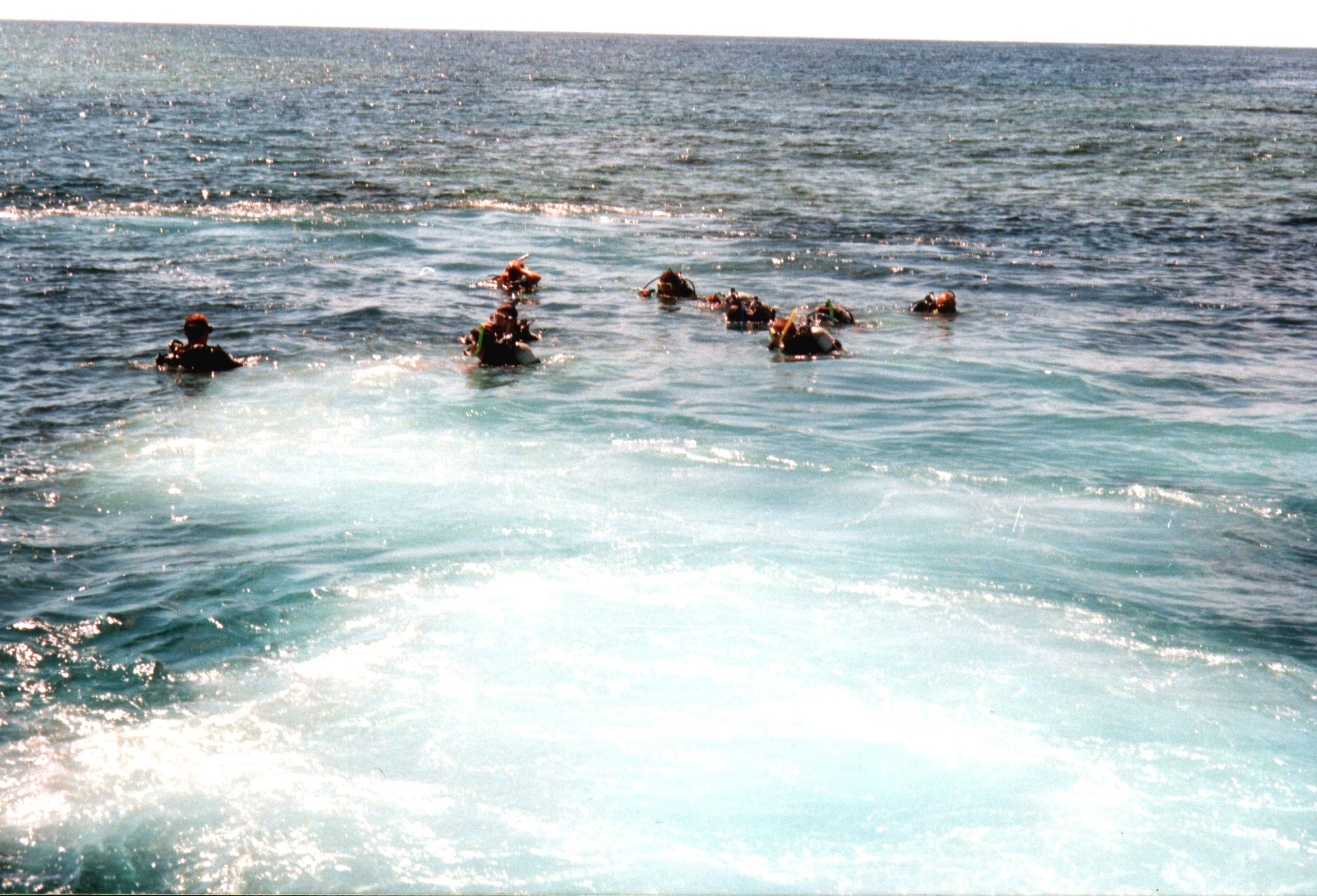
Дайвінг на Великому бар'єрному рифі
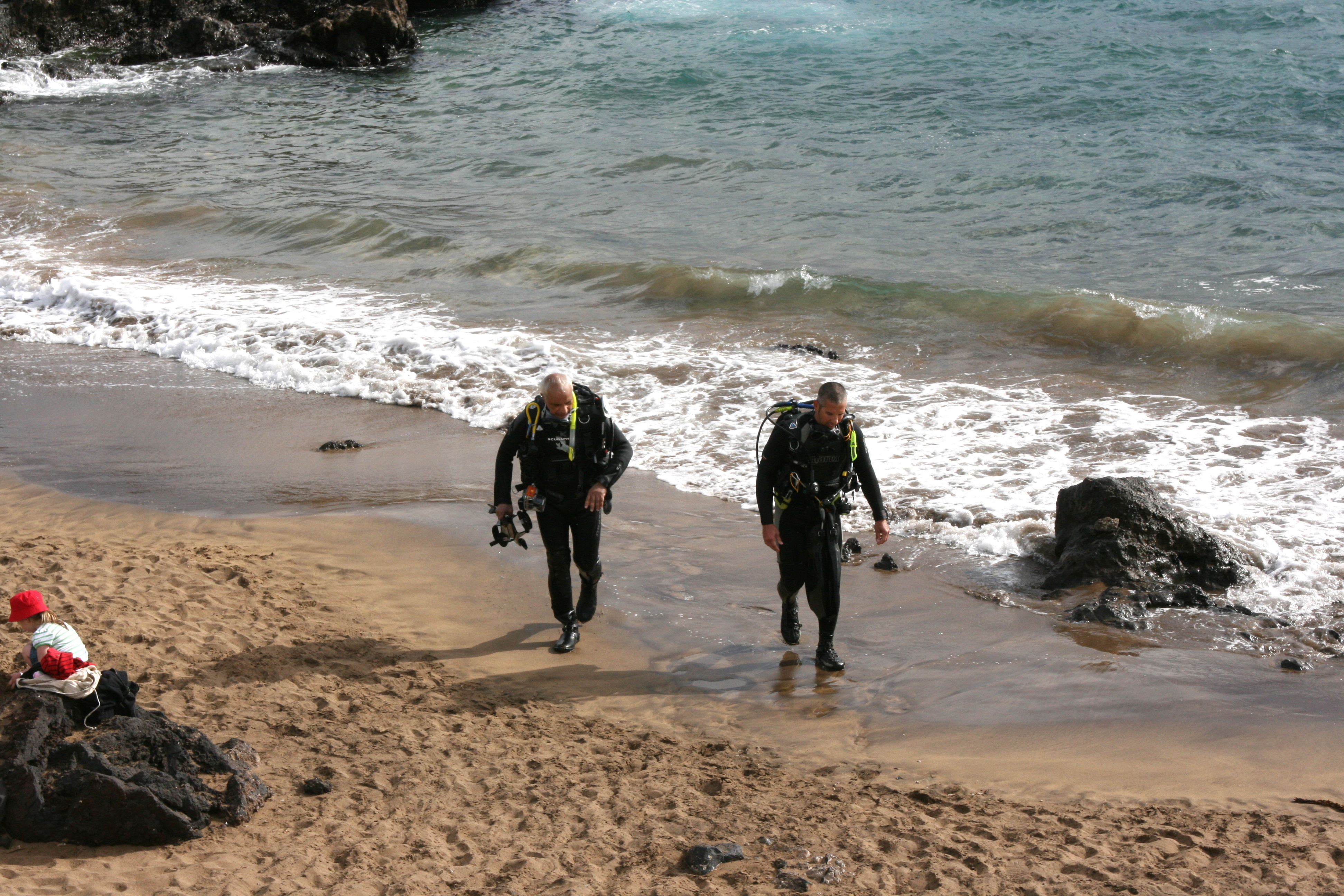
Підготовка до занурення, Пуерто-дель-Кармен, Лансароте
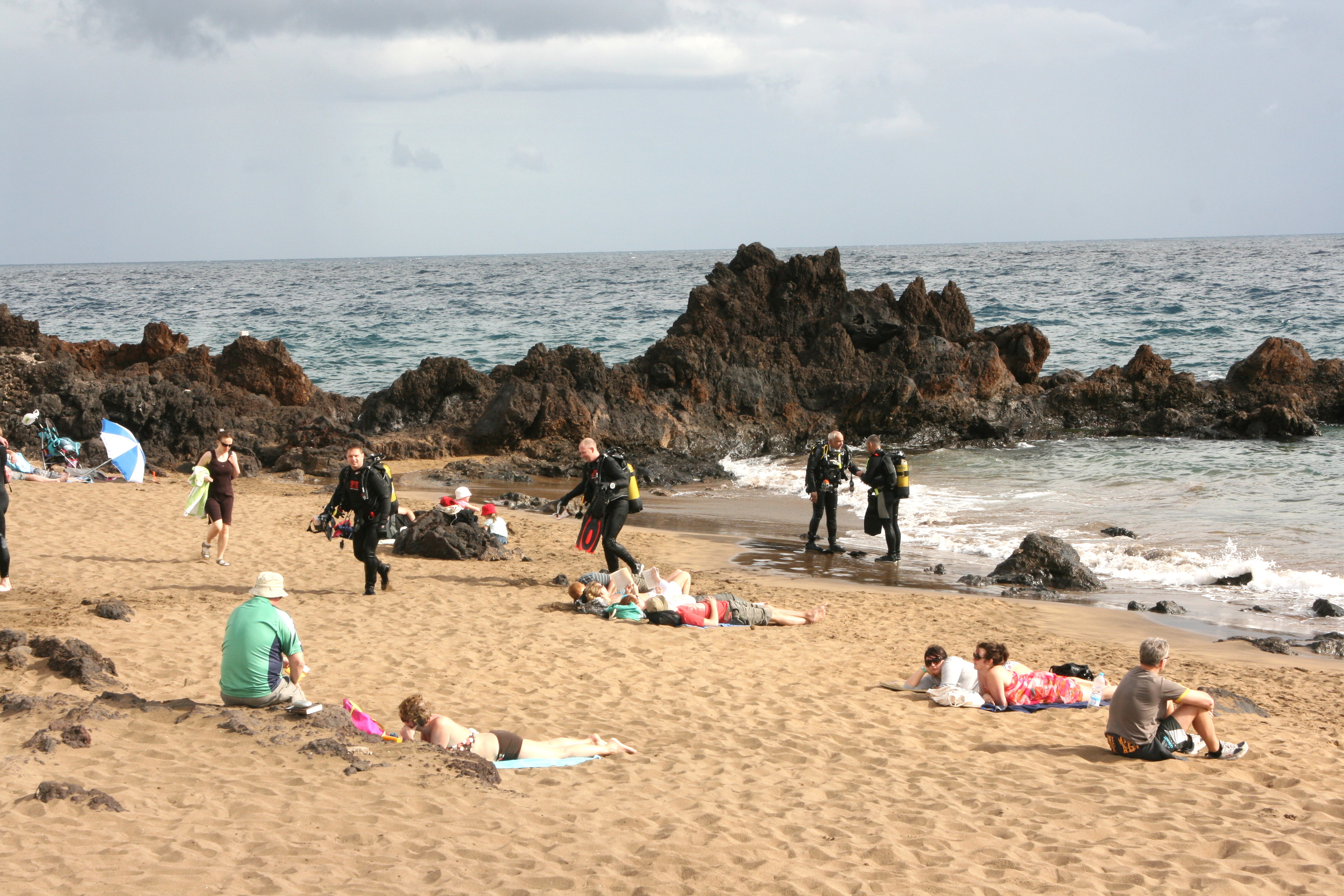
Дайвери, Пуерто-дель-Кармен, Лансароте
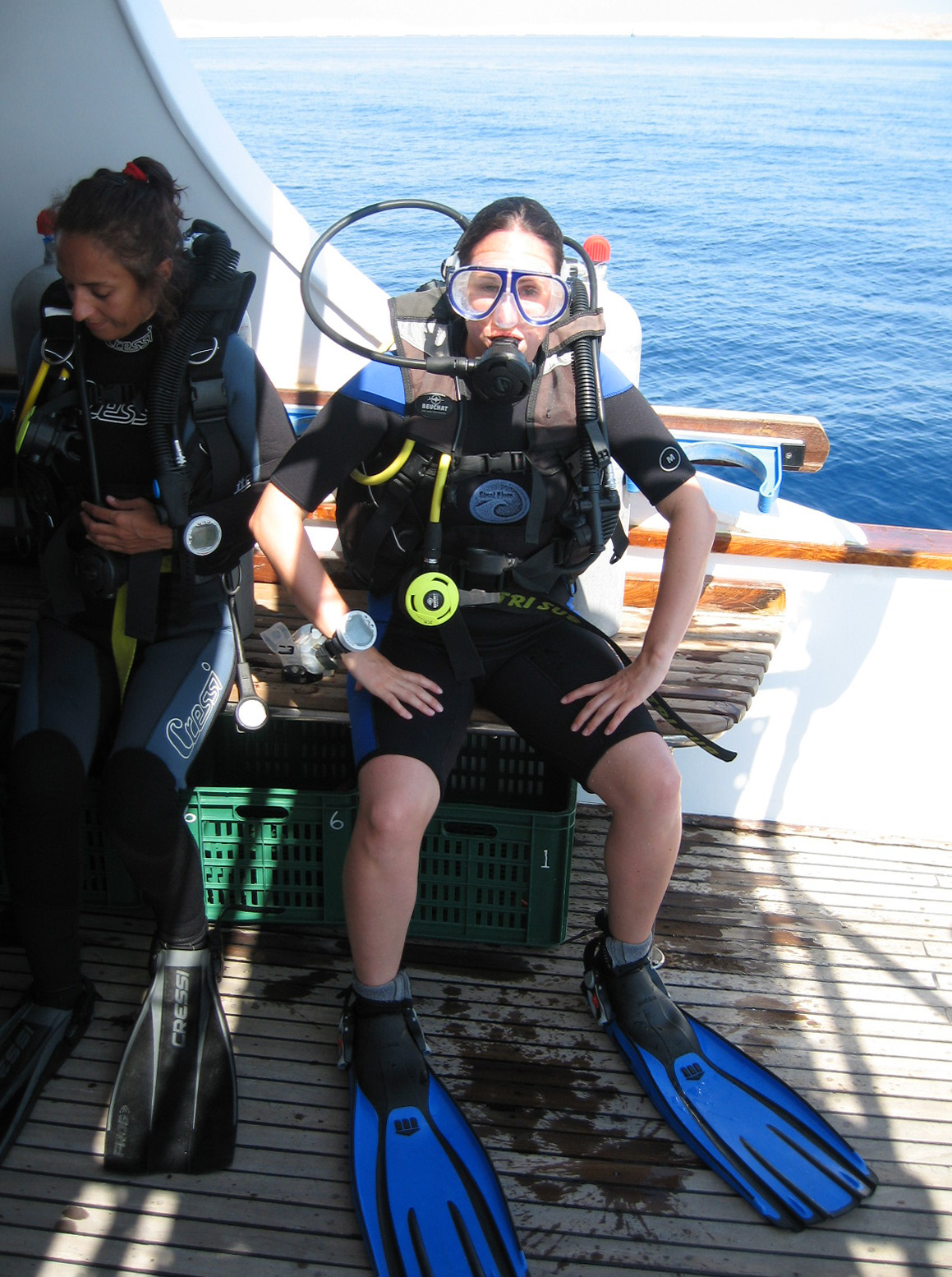
Дайв-майстер готовий до занурення
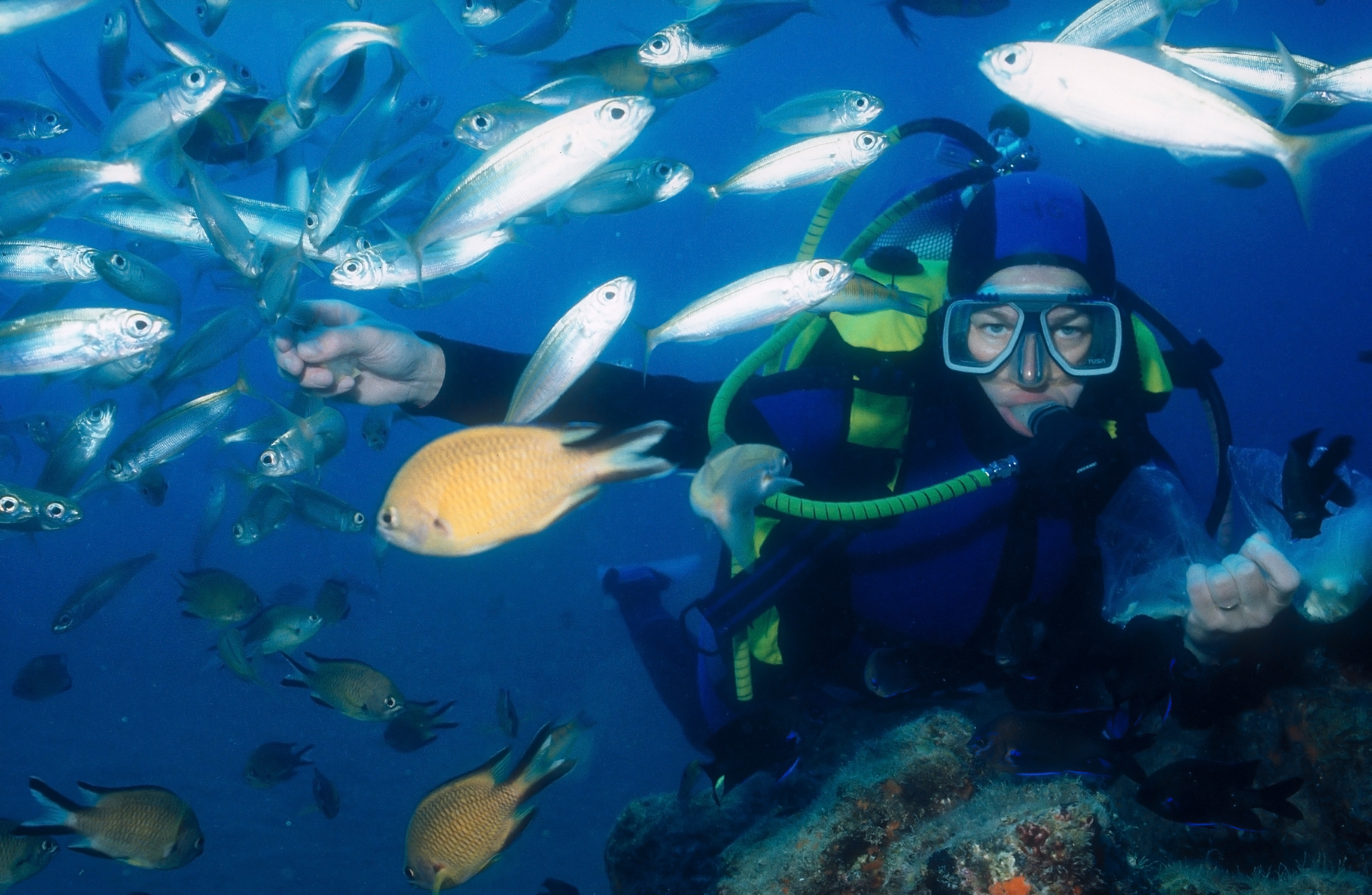
Спортивний дайвінг на Лансароте, 2000
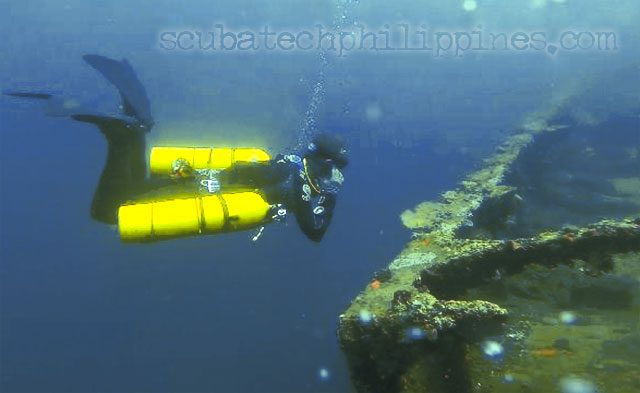
Курс дайвінгу в конфігурації сайдмаунт, Філіппіни
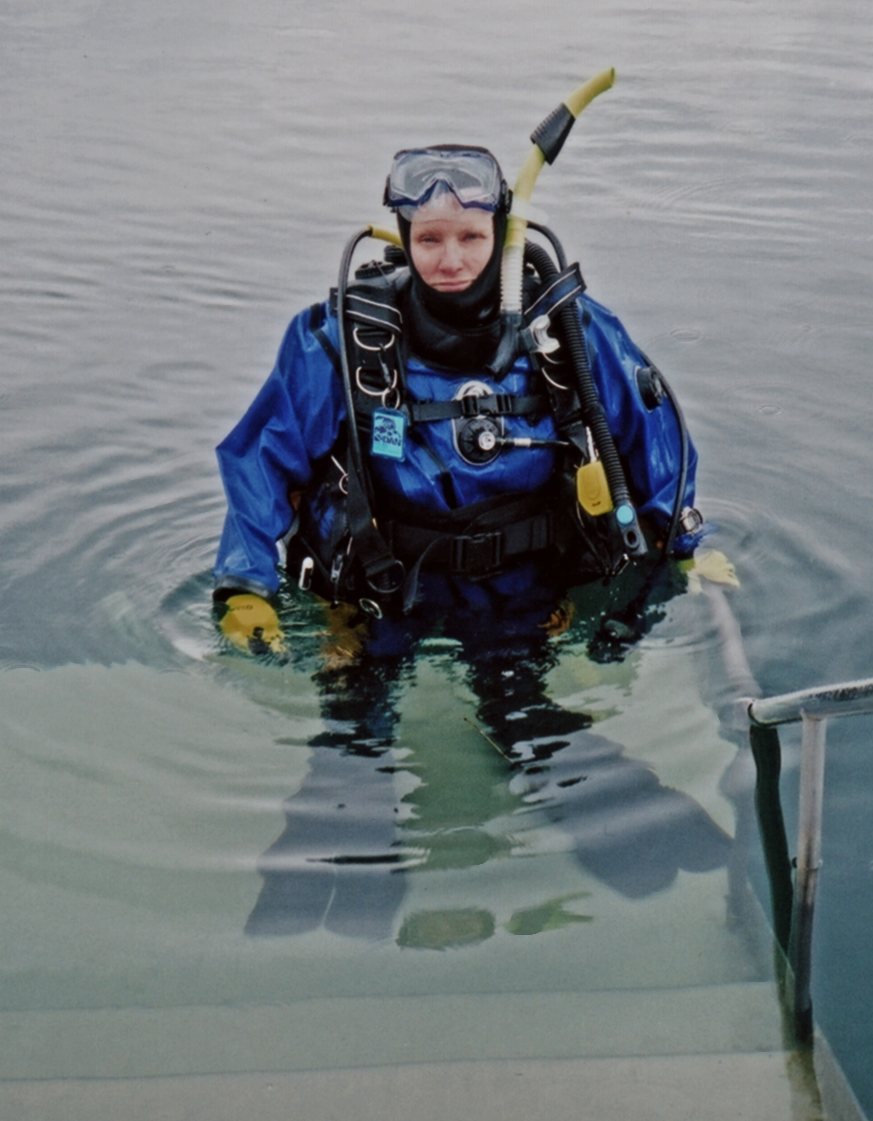
Дайвінг у сухому гідрокостюмі
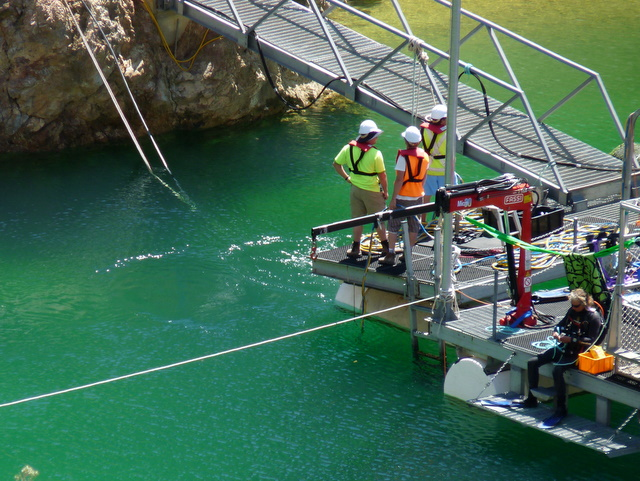
Дайвінг у затопленій шахті, Австралія
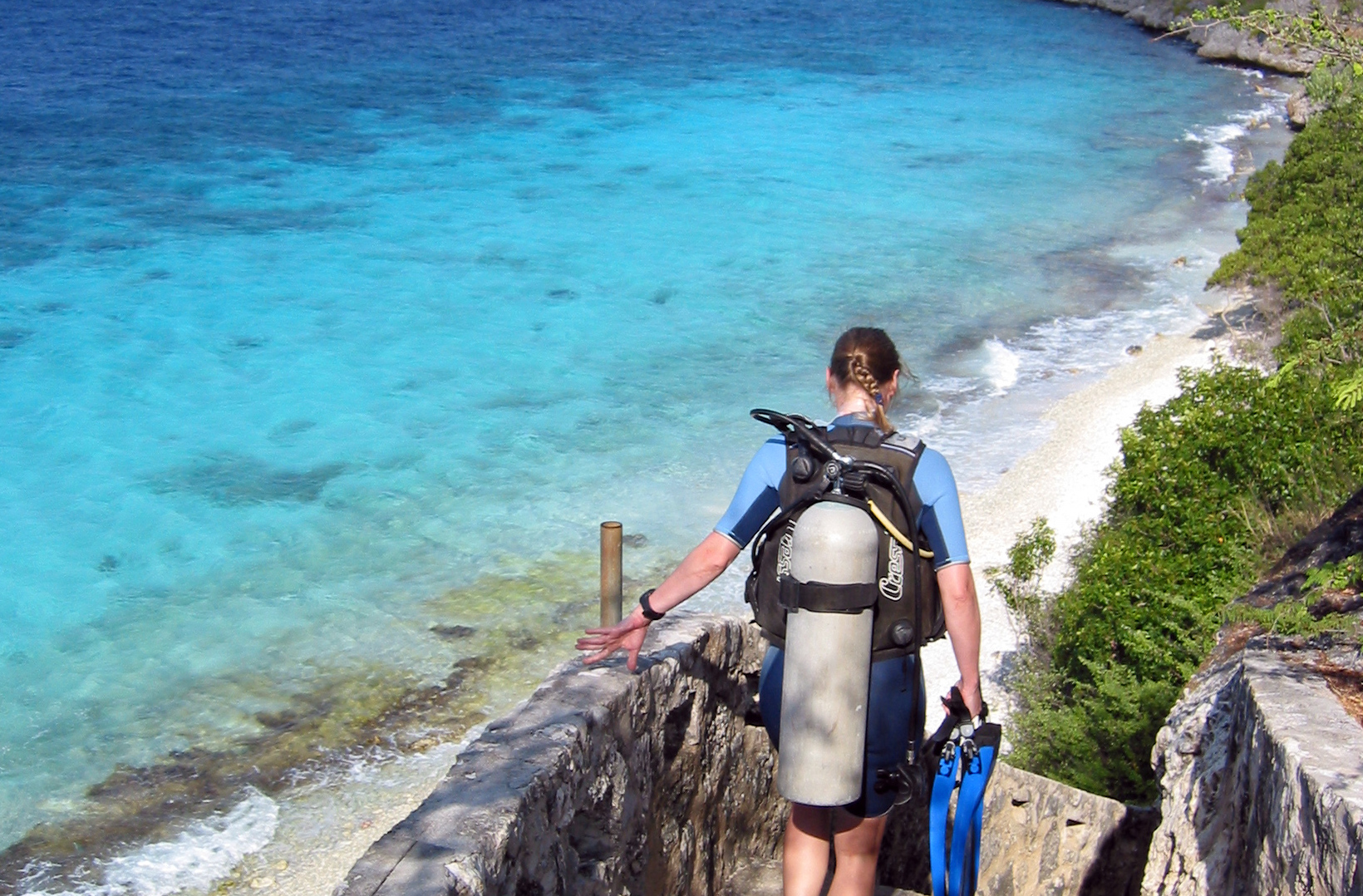
Береговий дайвінг на Бонайре
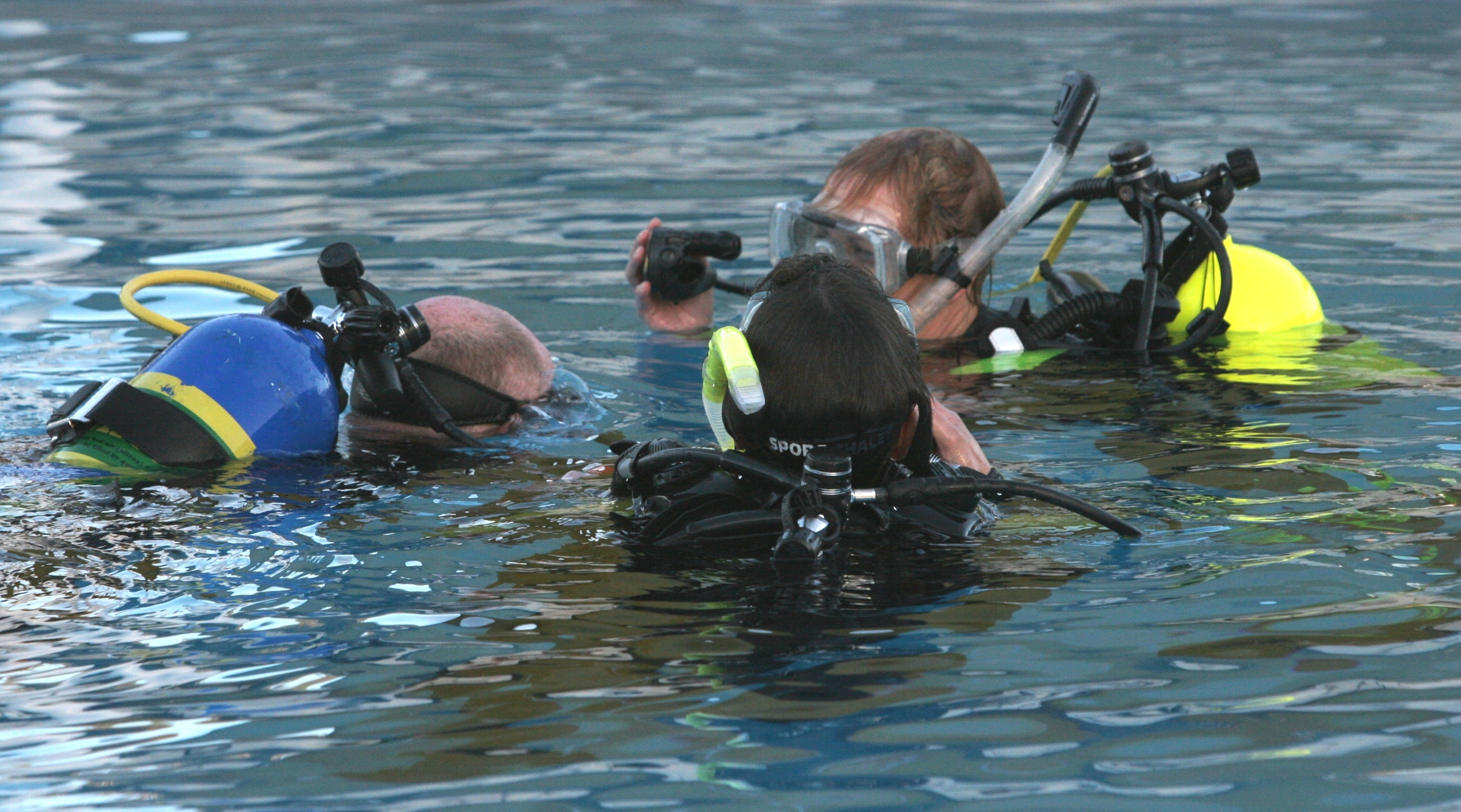
Інструктор навчає дайвінгу
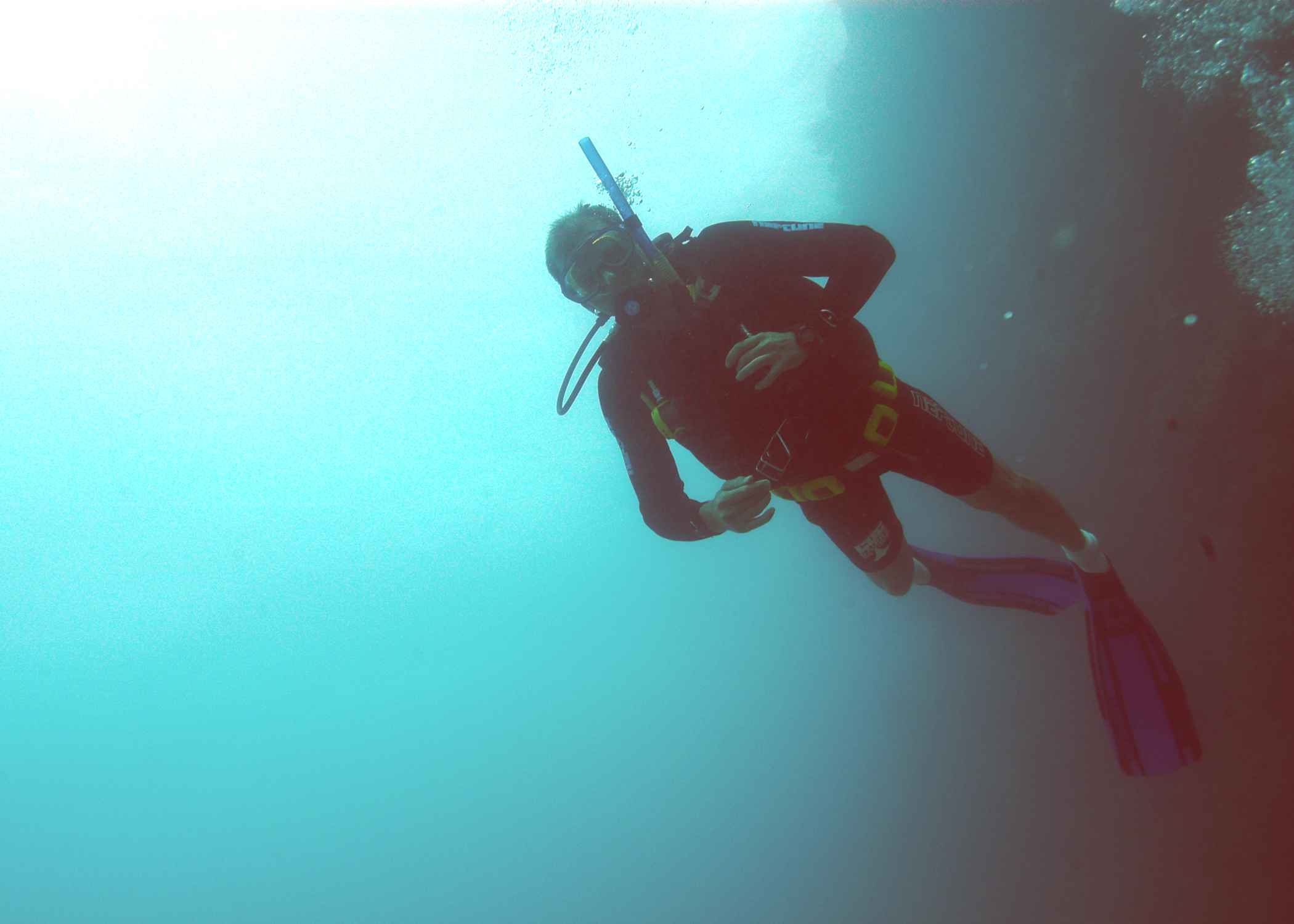
Рекреаційне занурення на Великому бар'єрному рифі
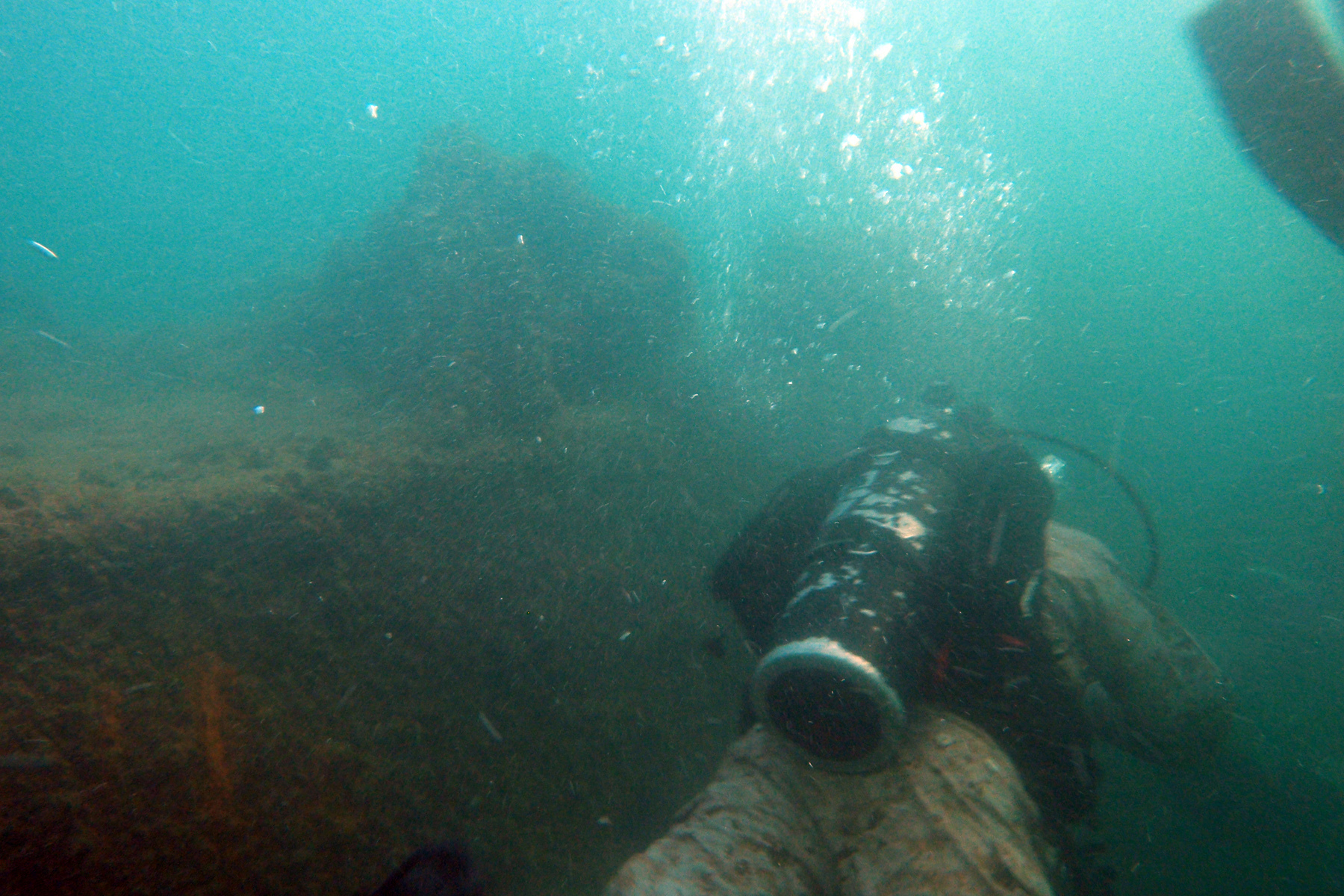
Тренування морських розвідників
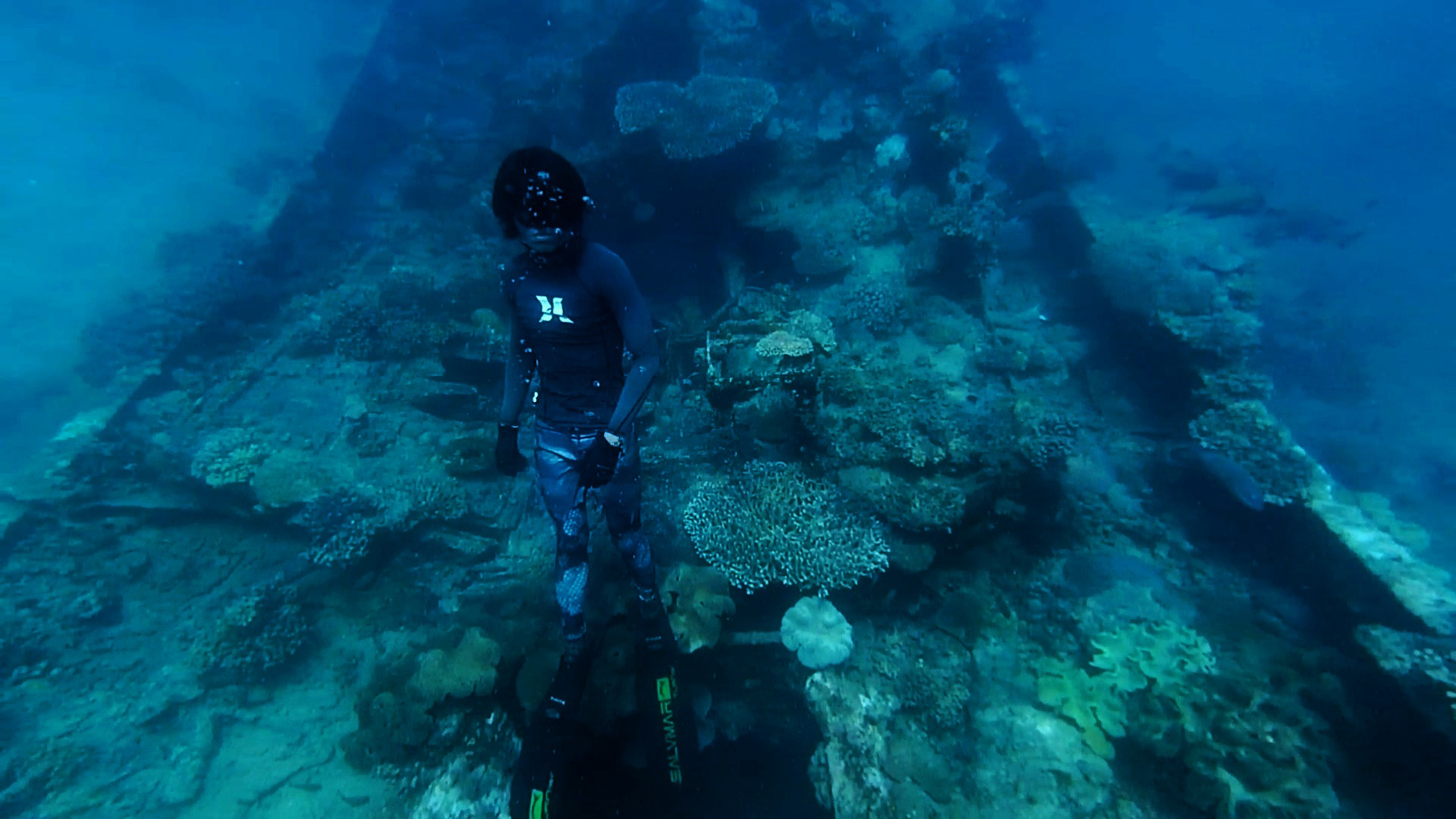
Затонулий корабель на рифі Апо, Філіппіни
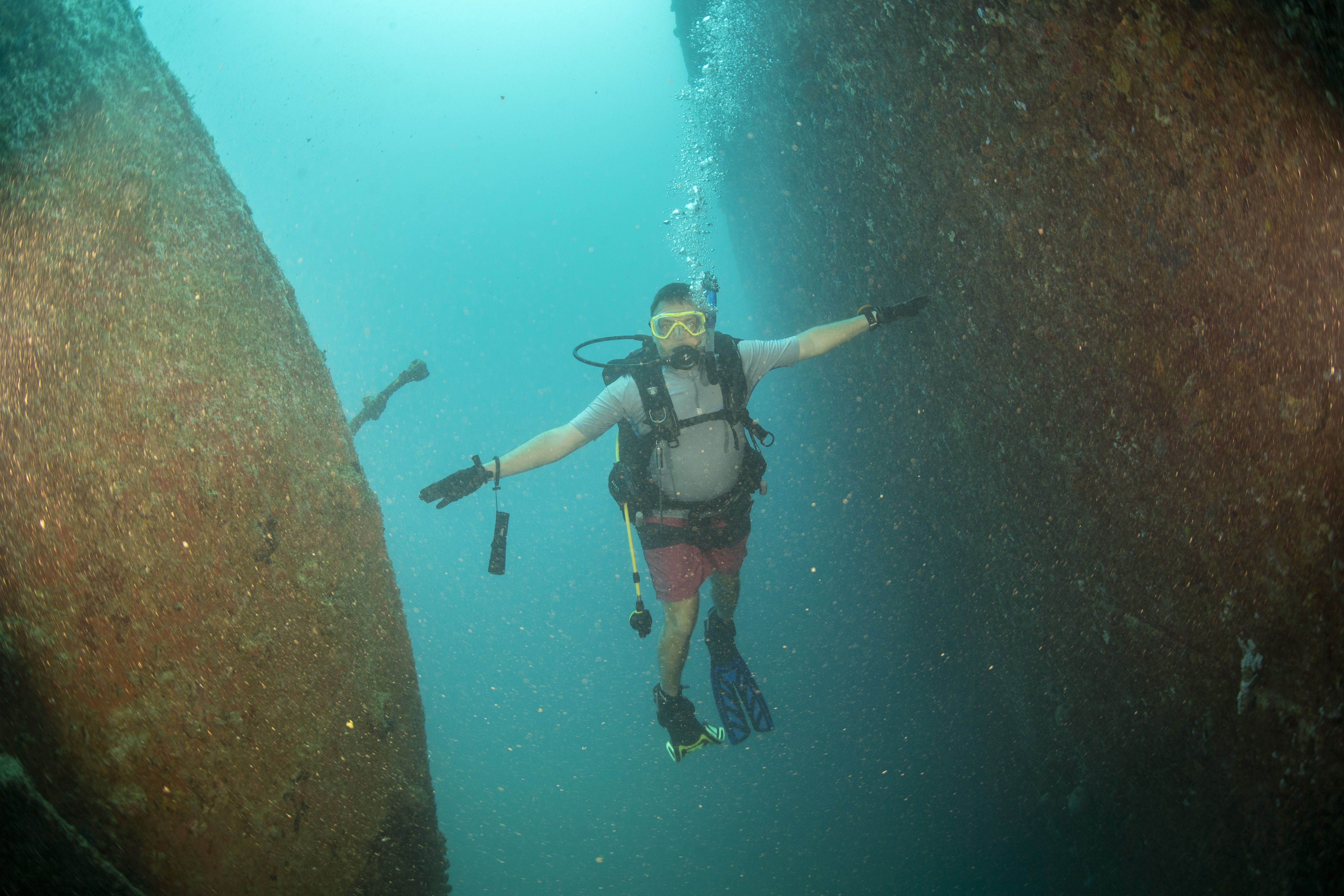
Дайвер між двома затонулими кораблями, Гуам
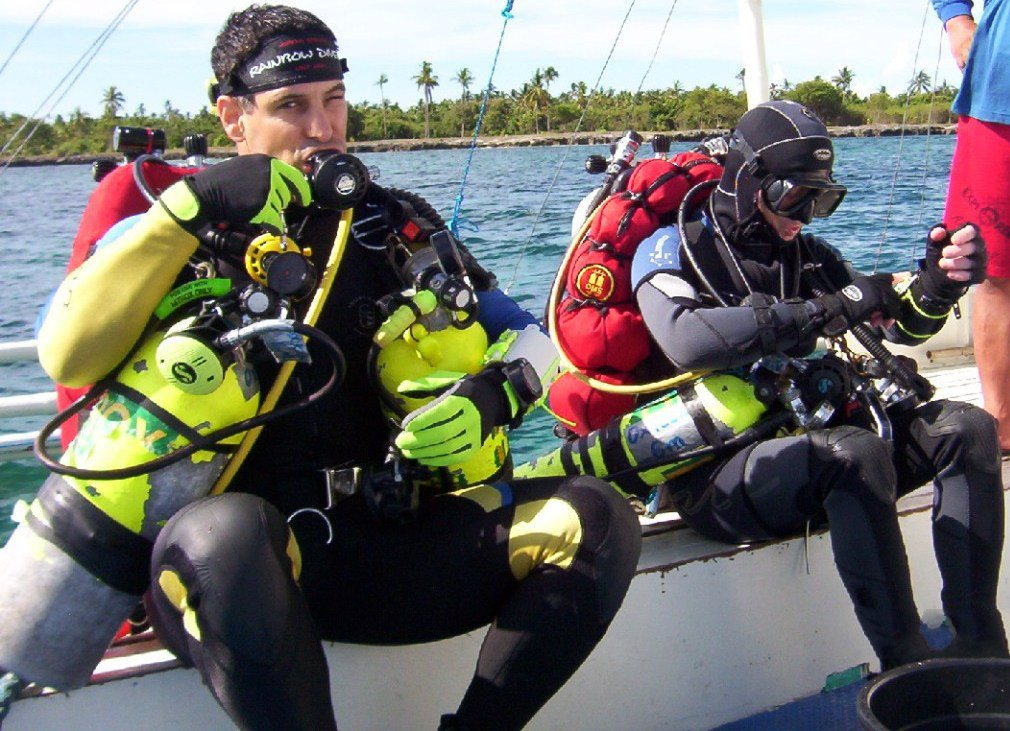
Підготовка до декомпресійного занурення
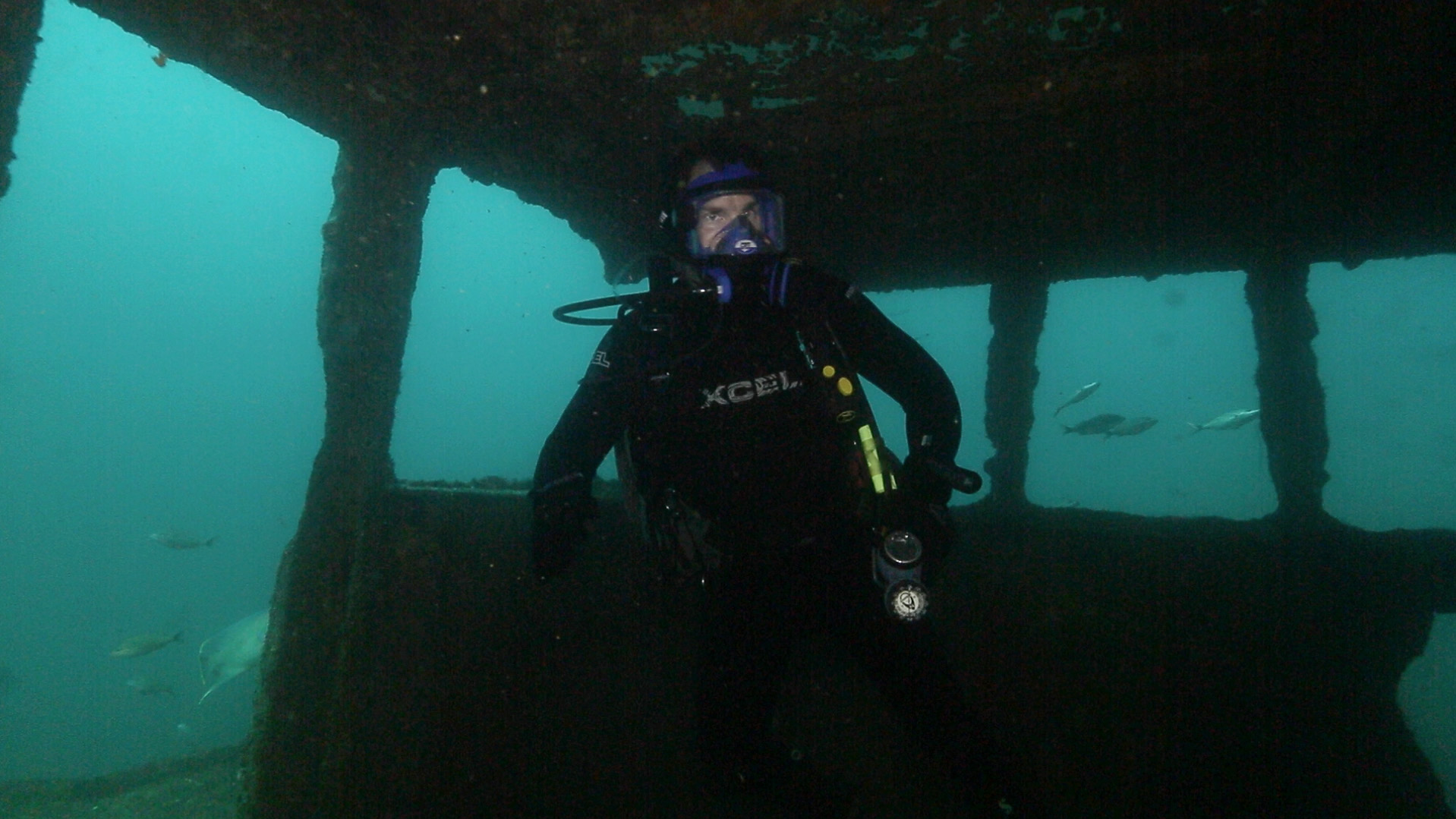
Тренування дайверів рятувальної служби
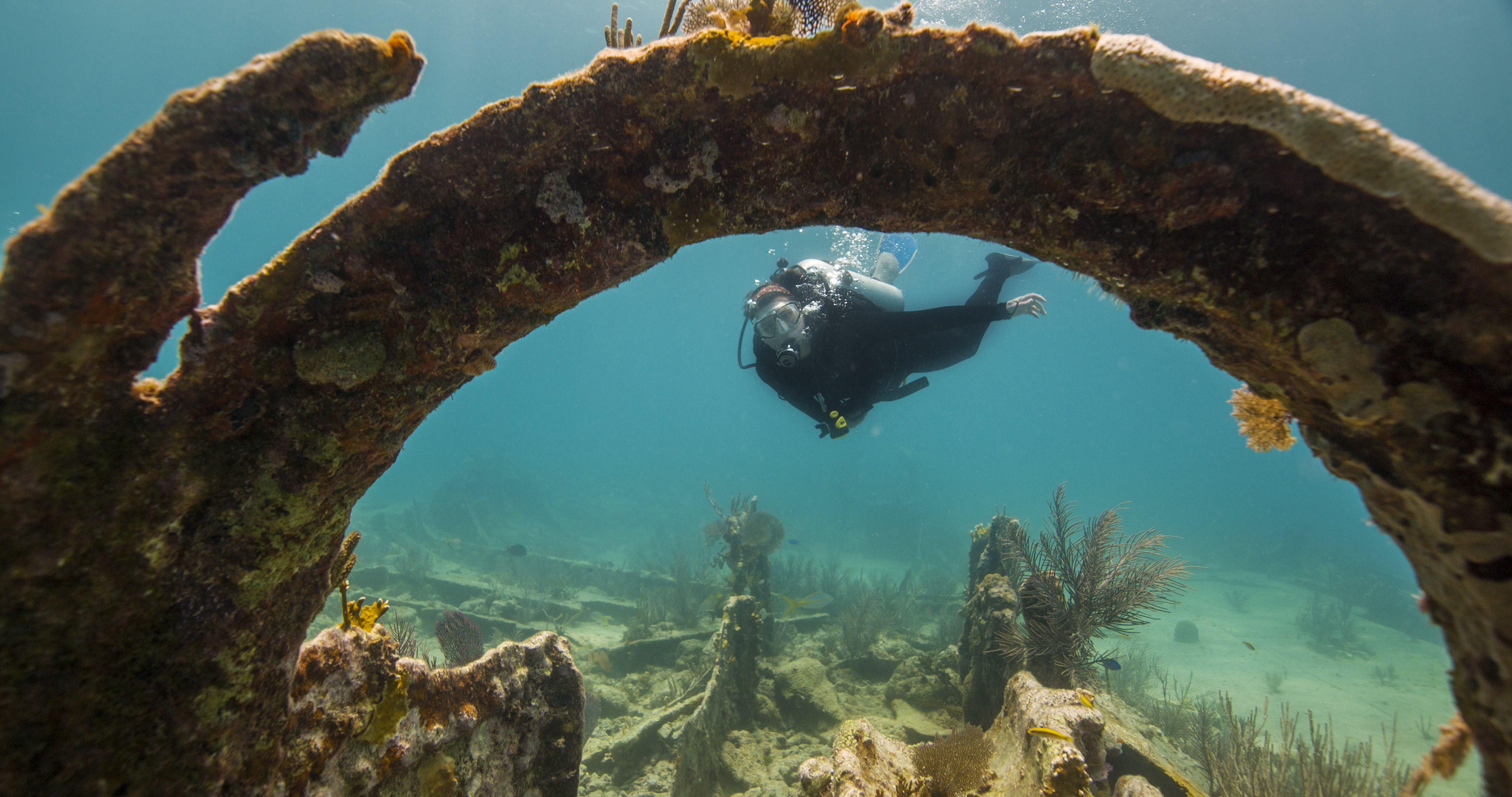
Дослідження затонулого корабля "City of Washington"